# اسپانیا در المپیک تابستانی ۲۰۱۲

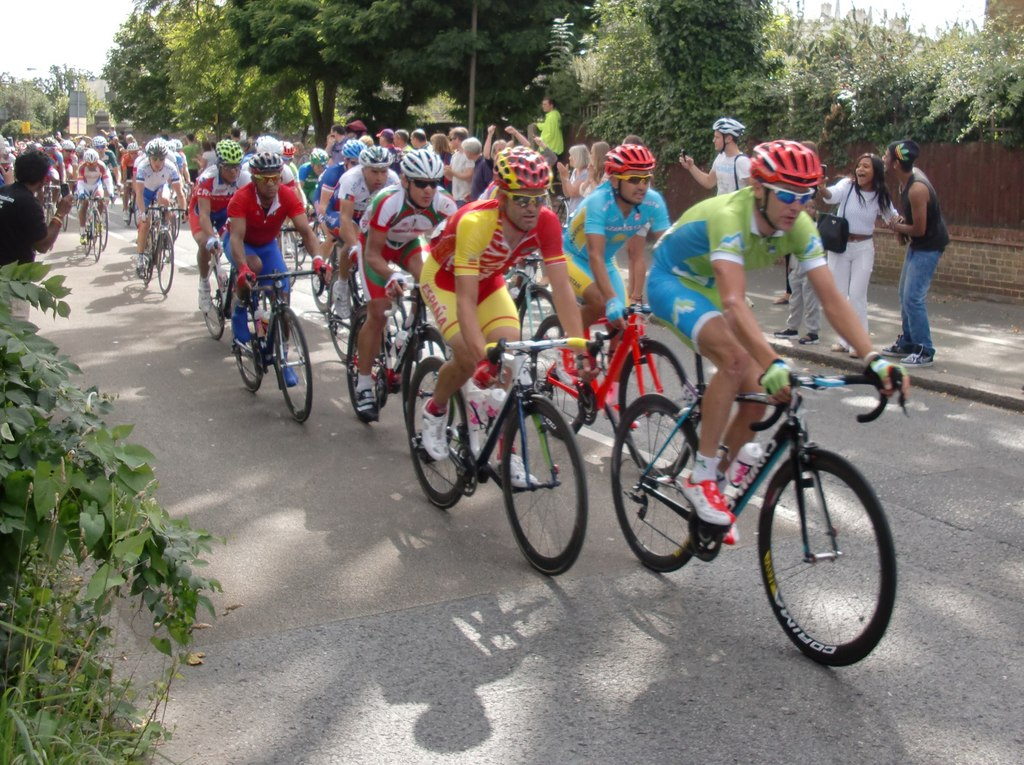
بازی‌های المپیک تابستانی ۲۰۱۲

اسپانیا در بازی‌های المپیک تابستانی ۲۰۱۲ که در شهر لندن برگزار شد، کاروان اسپانیا با ۲۷۸ ورزشکار در این رقابت‌ها شرکت کرد و موفق به کسب ۱۷ مدال (۳ طلا، ۱۰ نقره، ۴ برنز) شد. در جدول رتبه‌بندی توزیع مدال‌ها، اسپانیا در ردهٔ ۲۱ مسابقات قرار گرفت.